# Азарова, Надежда Петровна
Надежда Петровна Азарова (урожд. Поливода, род. 18 сентября 1983, Минск) — белорусская шахматистка, международный мастер среди женщин (2006).
В 2000-х гг. входила в число сильнейших шахматисток Белоруссии.
Шесть раз становилась призёром чемпионатов Белоруссии. В 2009 г. разделила 1—2 места с Н. В. Поповой, но уступила ей по дополнительным показателям (решающую роль сыграло поражение в личной встрече).
В составе сборной Белоруссии участница двух шахматных олимпиад (2006 и 2008 гг.; в 2006 г. играла на первой доске) и Всемирных интеллектуальных игр 2008 г. (командные турниры по блицу и рапиду).
Представляла Белоруссию на юниорских чемпионатах мира и Европы в разных возрастных категориях.
После 2009 г. в международных соревнованиях не участвует. Занимается тренерской работой.

## Спортивные результаты
| Год  | Город      | Соревнование                                    | + | − | = | Результат | Место |
| ---- | ---------- | ----------------------------------------------- | - | - | - | --------- | ----- |
| 1993 | Братислава | Юниорский чемпионат мира (до 10 лет)            |   |   |   |           | [ 2 ] |
| 1994 | Сегед      | Юниорский чемпионат мира (до 12 лет)            |   |   |   |           | [ 3 ] |
| 1995 | Верден     | Юниорский чемпионат Европы (до 12 лет)          |   |   |   |           | [ 4 ] |
|      | Париж      | Юниорский чемпионат мира (до 12 лет)            |   |   |   |           | [ 5 ] |
| 1998 | Мурэкк     | Юниорский чемпионат Европы (до 16 лет)          |   |   |   |           | [ 6 ] |
| 2003 | Минск      | Чемпионат Белоруссии                            | 4 | 2 | 5 | 6½ из 11  | 3—5   |
| 2004 | Минск      | Чемпионат Белоруссии                            | 6 | 1 | 4 | 8 из 11   | 2     |
| 2005 | Минск      | Чемпионат Белоруссии                            | 3 | 1 | 6 | 6 из 10   | 3—5   |
| 2006 | Турин      | XXII Олимпиада (сборная Белоруссии, 1-я доска)  | 1 | 6 | 2 | 2 из 9    |       |
| 2008 | Пекин      | Всемирные интеллектуальные игры                 |   |   |   |           |       |
|      | Дрезден    | XXIII Олимпиада (сборная Белоруссии, 3-я доска) | 5 | 0 | 4 | 7 из 9    |       |
| 2009 | Минск      | Чемпионат Белоруссии                            | 7 | 1 | 1 | 7½ из 9   | 1—2   |

## Изменения рейтинга
| Графики недоступны из-за технических проблем. См. информацию на Фабрикаторе и на mediawiki.org. |